# Автошлях Т 2552
Автошля́х Т 2552 — автомобільний шлях територіального значення у Чернігівській області. Пролягає територією Борзнянського району через Борзну — Комарівку до перетину з E101. Загальна довжина — 24,6 км.

## Маршрут
Автошлях проходить через такі населені пункти:
| Автошлях Т 2552      |              |
| Чернігівська область |              |
| Борзнянський район   |              |
| Борзна               | Т 2523Т 2524 |
| Оленівка             |              |
| Берестовець          |              |
| Комарівка            |              |
|                      | E101М02      |